# Jana Šulcová
Jana Šulcová (Praga, 12 de febrero de 1947-28 de julio de 2023) fue una actriz checa.

## Biografía
Se graduó de la escuela primaria y después de graduarse de DAMU, fue miembro durante mucho tiempo del grupo de actuación de los Teatros Municipales de Praga (1969 - 1992). [2] Desde 1998 actuó con el grupo de teatro Háta y fue invitada en el Teatro Sin Rieles.
Estudió en la Academia de las Artes Escénicas de Praga. Ha actuado en cine, teatro y televisión. 
Entre sus papeles más conocidos se encuentran las películas Maria Poledňáková (Disfruto del mundo contigo), Kotva u privozu y la serie de televisión The Youngest of the Hamr Family.
En el programa Tras los pasos de las estrellas de 2008, el director František Filip elogió su actuación en la serie de televisión Once Upon a House (1974) junto a actores como Dana Medřická o Karel Höger. 
El 25 de junio de 1985 fue la portada de la revista Kino. Contrajo matrimonio con el actor Oldrich Vízner en 1988 y fue madre de dos hijos: Rozálie y Tereza.
Falleció el 28 de julio de 2023 a los 76 años.

## Filmografía
Algunas de sus apariciones son en:
- 1969 - El incinerador de cadáveres
- 1975 - La estrella naciente
- 1978 - Las leyes del movimiento
- 2017 - Cuando cae la noche
- 2020 - Daria